# Hippomenella fissurata
Hippomenella fissurata är en mossdjursart som först beskrevs av Ferdinand Canu och Ray Smith Bassler 1928.  Hippomenella fissurata ingår i släktet Hippomenella och familjen Escharinidae. Inga underarter finns listade i Catalogue of Life.